# Lurcy-Lévis
Lurcy-Lévis là một xã ở tỉnh Allier trong vùng Auvergne-Rhône-Alpes ở miền trung Pháp.
Xã này có cự ly khoảng 38 km so với thị xã gần nhất (Moulins).